# Hemmelig Kærlighed
Hemmelig Kærlighed er en amerikansk stumfilm fra 1916 af Robert Z. Leonard.

## Medvirkende
- Jack Curtis som Don Lowrie.
- Helen Ware som Joan Lowrie.
- Dixie Carr som Liz.
- Harry Carey som Fergus Derrick.
- Harry Carter som Ralph Lonsdale.